# Паттерсон, Рэй
Рэймонд «Рэй» Паттерсон (англ. Raymond «Ray» Patterson ; 23 ноября 1911 — 30 декабря 2001) — американский художник-мультипликатор, продюсер и режиссёр. Он был младшим братом художника-мультипликатора Дона Паттерсона.

## Карьера
Самые ранние работы Паттерсона в мультипликации были на студии Krazy Kat/Screen Gems Чарльза Б. Минца, где он начал работать художником-иллюстратором в 1929 году. Он проработал в студии Screen Gems одиннадцать лет. В 1940 году он перешёл в Walt Disney Productions, где занимался мультипликацией Фантазия и Дамбо, а также несколькими короткометражками о Плуто ( Bone Trouble и Pluto's Playmate ).
К 1942 году он в основном работал над короткометражками о Дональде Даке, такими как Donald Gets Drafted и тд.
Рэй Паттерсон покинул студию Дисней в 1941 году во время забастовки аниматоров. Он ненадолго вернулся в студию Screen Gems, теперь под творческим руководством Фрэнка Ташлина, прежде чем перейти на мультипликационную студию Metro-Goldwyn-Mayer в 1943 году, и его первой короткометражкой для него стала War Dogs, за которой последовал Baby Puss, его дебют в серии короткометражек Том и Джерри. Хотя он в основном работал в подразделении студии Ханны-Барбера, он иногда занимался мультипликацией для подразделения Текса Эйвери в 1950-х годах (а также для заместителя режиссера Эйвери Дика Ланди ). Он работал над несколькими короткометражками, удостоенными премии «Оскар» : Mouse Trouble (1944), Quiet Please! (1945), The Little Orphan (1948) и Johann Mouse (1952). Паттерсон вместе со своим коллегой Ирвеном Спенсом ненадолго покинул MGM в середине 40-х годов. В этот период он помогал организовывать и обучать художников-мультипликаторов из студии Gaumount British Animation Дэвида Хэнда. Позже, в конце 40-х, он и Спенс вернулись в MGM.
Рэй Паттерсон окончательно покинул MGM в 1953 году и был нанят Уолтером Ланцем. Вместе с бывшим художником-мультипликатором Текса Эйвери Грантом Симмонсом снял два короткометражных фильма, Broadways Bow Wows и Dig that Dog. Спустя несколько месяцев Паттерсон и Симмонс покинули Walter Lantz Productions и совместно основали собственную студию Grantray-Lawrence Animation, которой он управлял до 1967 года. Ранней работой ГрантРэя-Лоуренса была мультипликация для телевизионных рекламных роликов, включая оригинальную кампанию «Winston Tastes Good» . Позже компания перешла к производству таких анимационных телесериалов, как Spider-Man и The Marvel Superheroes.
После того, как GrantRay-Lawrence закрылась в 1967 году, Паттерсон присоединился к своим бывшим боссам в Hanna-Barbera, где он работал в качестве режиссёра-супервайзера в нескольких мультипликационных телесериалах. В конечном итоге Паттерсон был повышен до вице-президента, отвечающего за направление мультипликацией, и занимал эту должность до выхода на пенсию в 1993 году. Рэй Паттерсон получил золотую награду на церемонии вручения наград Motion Pictures Screen Cartoonists Awards в 1984 году.
В 1999 году Паттерсон был удостоен премии Уинзора Маккея от Международного общества анимационного кино ASIFA-Hollywood за вклад в развитие мультипликации на протяжении всей своей жизни.

## Личная жизнь
Рэй был женат на Джун Уокер Паттерсон. Джун работала в студии Дисней художником по целлулоидной графике. У них было четыре дочери.

## Смерть
Паттерсон умер в Энсино, Калифорния, 30 декабря 2001 года, через месяц после своего 90-летия.